# Juan de Talavera
Juan de Talavera  (Talavera de la Reina, ? 1476 -? 1531) fue un arquitecto, escultor y  tallador español miembro de la llamada escuela toledana, y arquitecto de la reina Isabel la Católica. Fue discípulo de algunos arquitectos y escultores venidos del extranjero para traer a España los nuevos modelos arquitectónicos y las modas artísticas del resto de Europa, como el francés Juan Guas y el flamenco Egas de Bruselas. Probablemente su padre también se llamase Juan de Talavera, y fuera sobrino de Andrés de Talavera, ambos canteros en las obras de la catedral de Sevilla hacia 1450. Juan de Talavera se casó con María Gutiérrez, hija de Egas Coeman, también conocido como Egas de Bruselas y probablemente era sobrino de Juan Guas, por parte de su esposa.

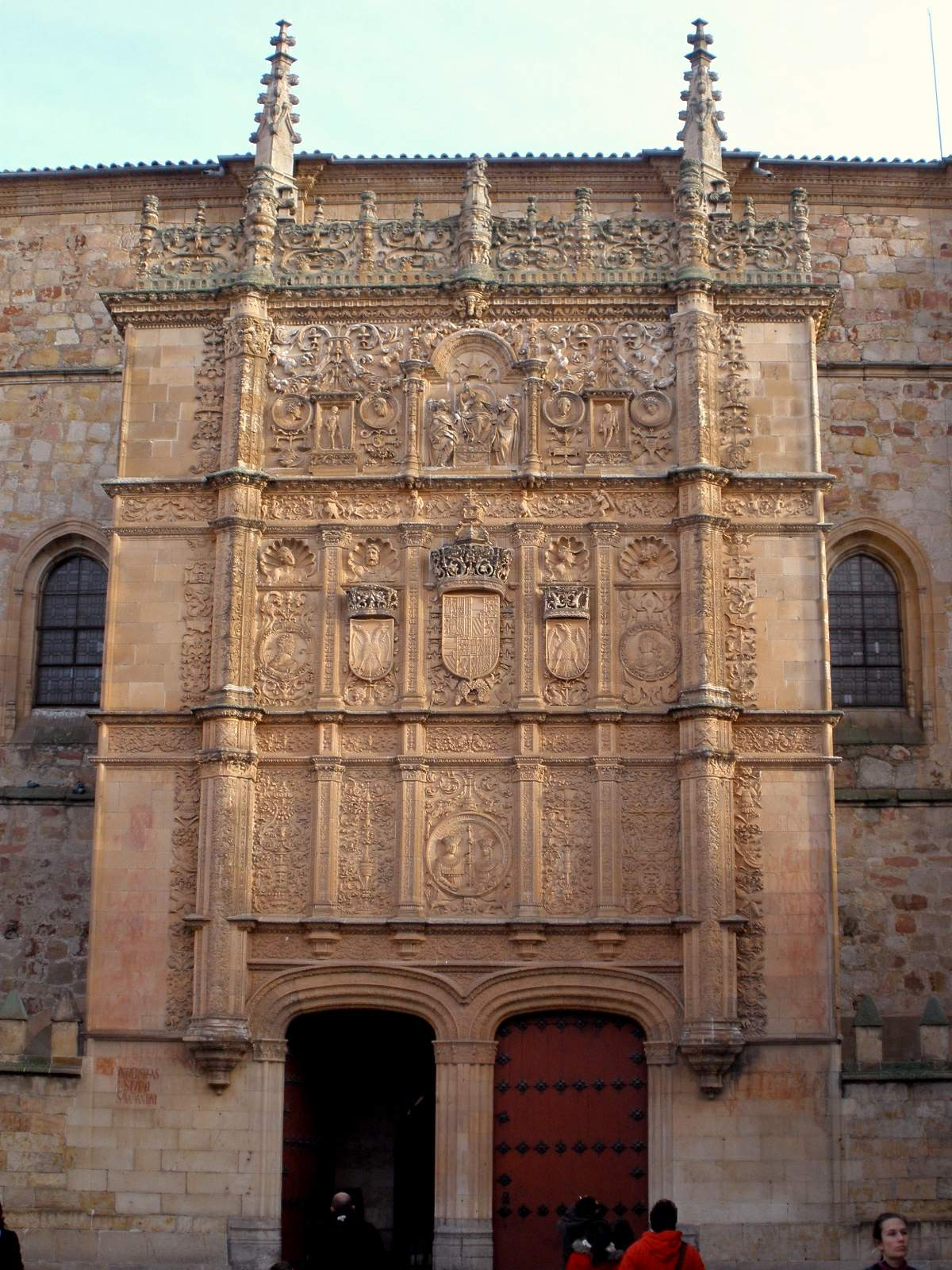
Portada de la fachada de la Universidad de Salamanca

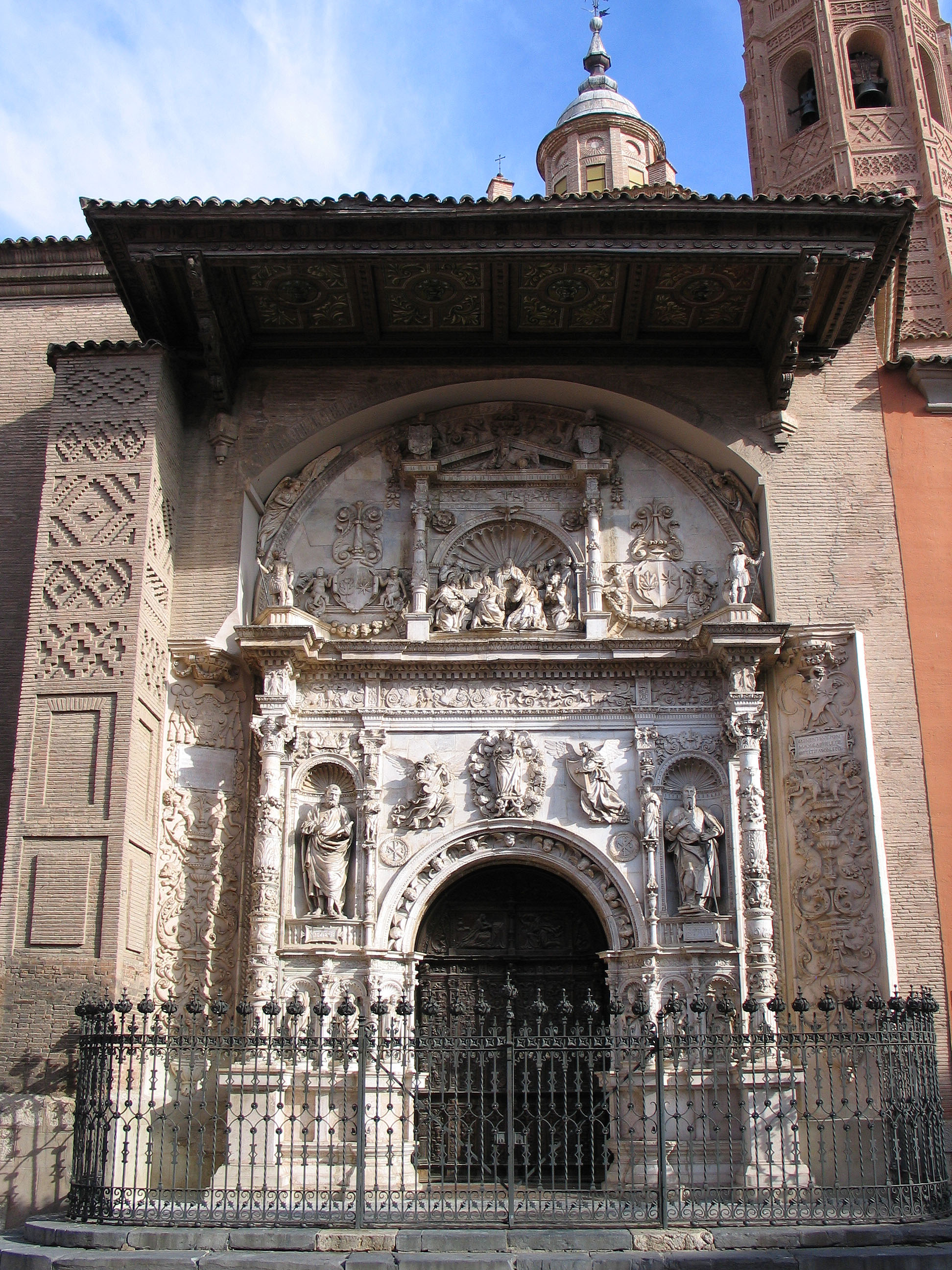
Portada de la Colegiata de Santa María la Mayor, Calatayud,

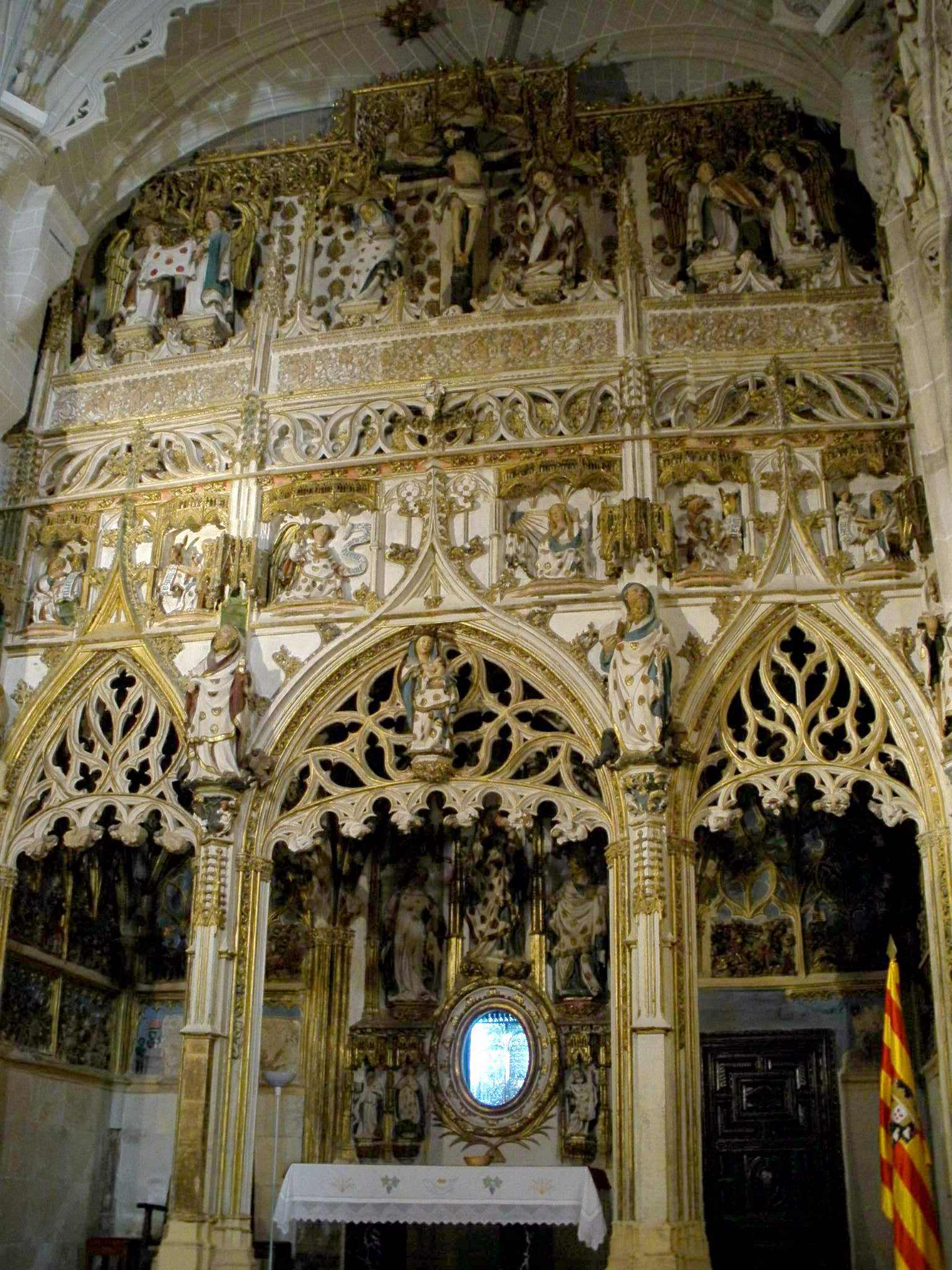
Capilla de los Sagrados Corporales, colegiata de Santa Maria de los Sagrados Corporales, Daroca

Su obra más notable es la fachada de la Universidad de Salamanca, también llamada puerta Rica o portada Real, probablemente realizada con otros colaboradores por encargo de la reina Juana I, llamada la Loca. La profesora Alicia M. Canto realiza un estudio profundo sobre este asunto en la actualidad.

## Principales obras
- Fachada de la Universidad de Salamanca (1529-1533);
- Monasterio de Santa María de la Mejorada, Olmedo, Valladolid;
- Varias obras en la catedral de Sigüenza;
- Varias obras en la catedral de Toledo;
- Colegiata de Santa María de los Corporales de Daroca;
- Capilla del Colegio de San Gregorio de Valladolid;
- Colegiata de Santa María la Mayor, Calatayud, Zaragoza (portada, ca. 1525,  conjuntamente con Esteban de Obray).